# Pleurosicya bilobata
Pleurosicya bilobata es una especie de peces de la familia de los Gobiidae en el orden de los Perciformes.

## Morfología
Los machos pueden llegar a alcanzar los 3 cm de longitud total.

## Distribución geográfica
Se encuentra desde el India hasta las Molucas e Islas Ryukyu.

## Observaciones
Es inofensivo para los humanos.